# Juan Cáceres
Juan José Cáceres Palomares (27 de desembre de 1949) és un futbolista peruà.
Va formar part de l'equip peruà a la Copa del Món de 1978.
Pel que fa a clubs, defensà els colors d'Alianza Lima.